# 福井四郎兵衛

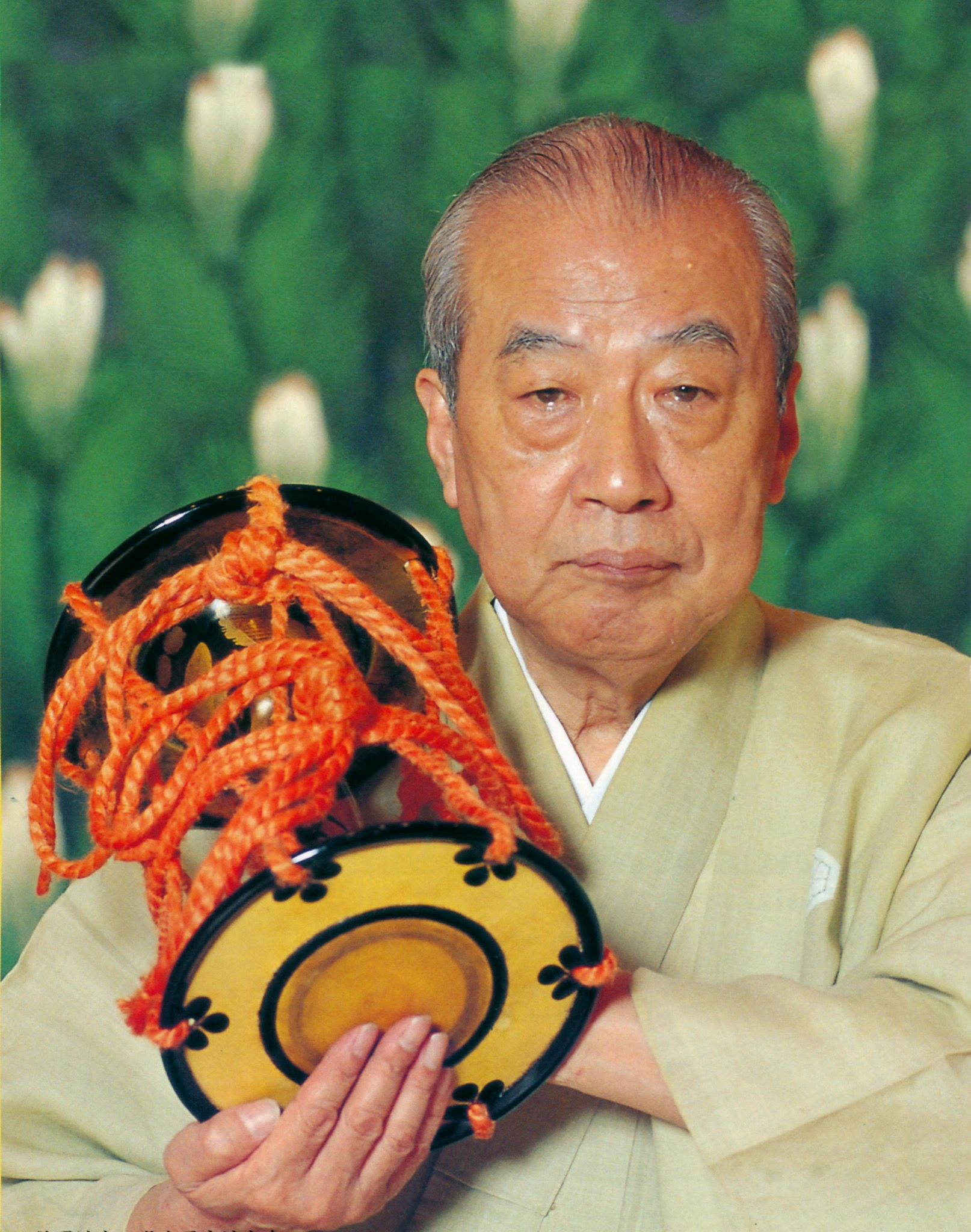
福井四郎兵衛

十一世 福井四郎兵衛（じゅういっせい ふくい しろべえ、本名：林 啓治郎、1930年5月2日 - 2018年12月17日）は、幸清流小鼓方職分の能楽師。社団法人能楽協会名古屋支部会員、日本能楽会（重要無形文化財総合指定）会員。

## 経歴

### 生い立ち
1930年（昭和5年）5月2日、愛知県名古屋市の大須の商家に6人兄弟の末っ子として生まれる。1943年（昭和18年）、南久屋国民学校（現・名古屋市立栄小学校）を卒業。元首相の海部俊樹は同級生。1948年（昭和23年）、旧制愛知一中（現・愛知県立旭丘高等学校）を卒業。担任教師が能楽に造詣が深く、中学3年で能の「隅田川」を観て以来とりこに。すぐに謡曲愛好会を立ち上げる。
1950年（昭和25年）7月、九世福井五郎に師事（福井家は幸清流家元の分家格・後見職の家。尾張徳川家お抱えの小鼓方能楽師として笛方・藤田家とともに明治維新後も名古屋を本拠に活動）。学生の頃より茶道をたしなむ。松尾流不染斎宗吾に師事。茶名は「宗聖」。1951年（昭和26年）、名古屋経済専門学校（現・名古屋大学経済学部）を卒業。ここでも進学後、謡曲クラブを創立。

### 能楽師の道へ
1951年（昭和26年）、名古屋市指定文化財 若宮八幡社 福禄壽車 囃子奉仕。1952年（昭和27年）、名古屋市指定文化財 若宮八幡社 福禄壽車 保存会を指導（〜現在）。
1953年（昭和28年）、十四世幸円次郎に師事。1954年（昭和29年）9月、幸清流職分となり社団法人能楽協会入会　病中の師五郎に代わり社中を指導、幸友会を主宰。1955年（昭和30年）5月、五郎の他界に伴い五郎の次男の良久を十世とし十一世福井啓次郎と名乗り 福井家の芸事を継承する。当地の第一人者として、名古屋観世会・名古屋宝生会・中日能など名古屋の主な能の小鼓を勤め東西へも出演する。名古屋・岐阜・四日市・津・新城に稽古場を持ち社中幸友会を指導する。1961年（昭和36年）、楽焼八事窯 二代・中村道年に師事。作陶に親しむ。三代、四代、五代八事窯社中道好会名誉会長。1966年（昭和41年）5月、栄中日文化センター開講以来講師を勤む。1974年（昭和49年）、名古屋中ロータリークラブに入会。1975年（昭和50年）6月、CBCクラブに入会。1976年（昭和51年）度、CBC番組審議委員。1980年（昭和55年）、名古屋市立栄小学校PTA会長に就任。
1987年（昭和62年）3月、国立劇場能楽三役養成講師（非常勤）。

### 平成期の活動
1989年（平成元年）11月、幸友会別会鑑賞能・濤華能発足 諒闇の能・墨染櫻（金剛巌）。1993年（平成5年）、デザイン博に際し、橋弁慶車からくり人形再興に参画、山車囃子・作曲演奏。1994年（平成6年）、信長幸若舞敦盛（人間五十年）万松寺本堂落慶記念に作曲作調・奉納上演のち舞型附　毎年3月3日の信秀忌法要に有志一同で奉納。
2000年（平成12年）、名古屋能楽堂三周年記念特別展・福井家伝来名品展（3月25日〜5月7日）。2000年（平成12年）12月、中国（南京）崑劇劇場、愛知県・江蘇省姉妹提携10周年文化交流。2001年（平成13年）4月、社団法人能楽協会理事 能楽協会名古屋支部支部長（〜2005年（平成17年）6月）。2002年（平成14年）4月、名古屋市指定文化財 下花車 神明社 二福神車 山車囃子指導参与。2003年（平成15年）10月、栄オアシス21 能・狂言 万博協賛プレイベント開催。2005年（平成17年）9月、愛知万博中日五流能に出演。
2006年（平成18年）5月、十一世 福井四郎兵衛を襲名。2006年（平成18年）9月、名古屋能楽堂 特別企画展（〜10月1日）
2018年（平成30年）12月17日、心不全にて死去。88歳没。

## 主な芸歴
曲名
- 初能 1952年（昭和27年）11月5日
- 翁 1952年（昭和27年）11月3日（シテ 柴田初太郎）
- 乱 1954年（昭和29年）11月3日（シテ 辰巳孝）
- 望月 1959年（昭和34年）9月27日（シテ 佐藤太俊）
- 石橋 1955年（昭和30年）6月11日（シテ 金剛巌）
- 道成寺 1956年（昭和31年）11月18日（シテ 観世銕之丞）
- 卒都婆小町 1964年（昭和39年）4月29日（シテ 梅若六郎）
- 鷺 1967年（昭和42年）4月30日（シテ 宝生九郎）
- 諒闇の能・墨染櫻 1989年（平成元年）11月（シテ 金剛巌） 幸友会別会鑑賞能・濤華能発足

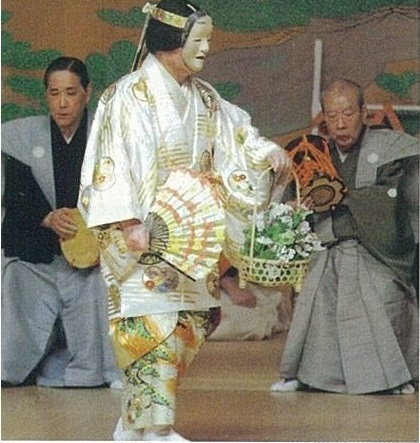
襲名披露能　花筐

- 関寺小町 1999年（平成11年）12月18日（シテ 梅若恭行）第13回濤華能　草紙洗蘭拍子襲名披露能　花筐草紙洗 蘭拍子 2001年（平成13年）11月3日（シテ 宝生英照）

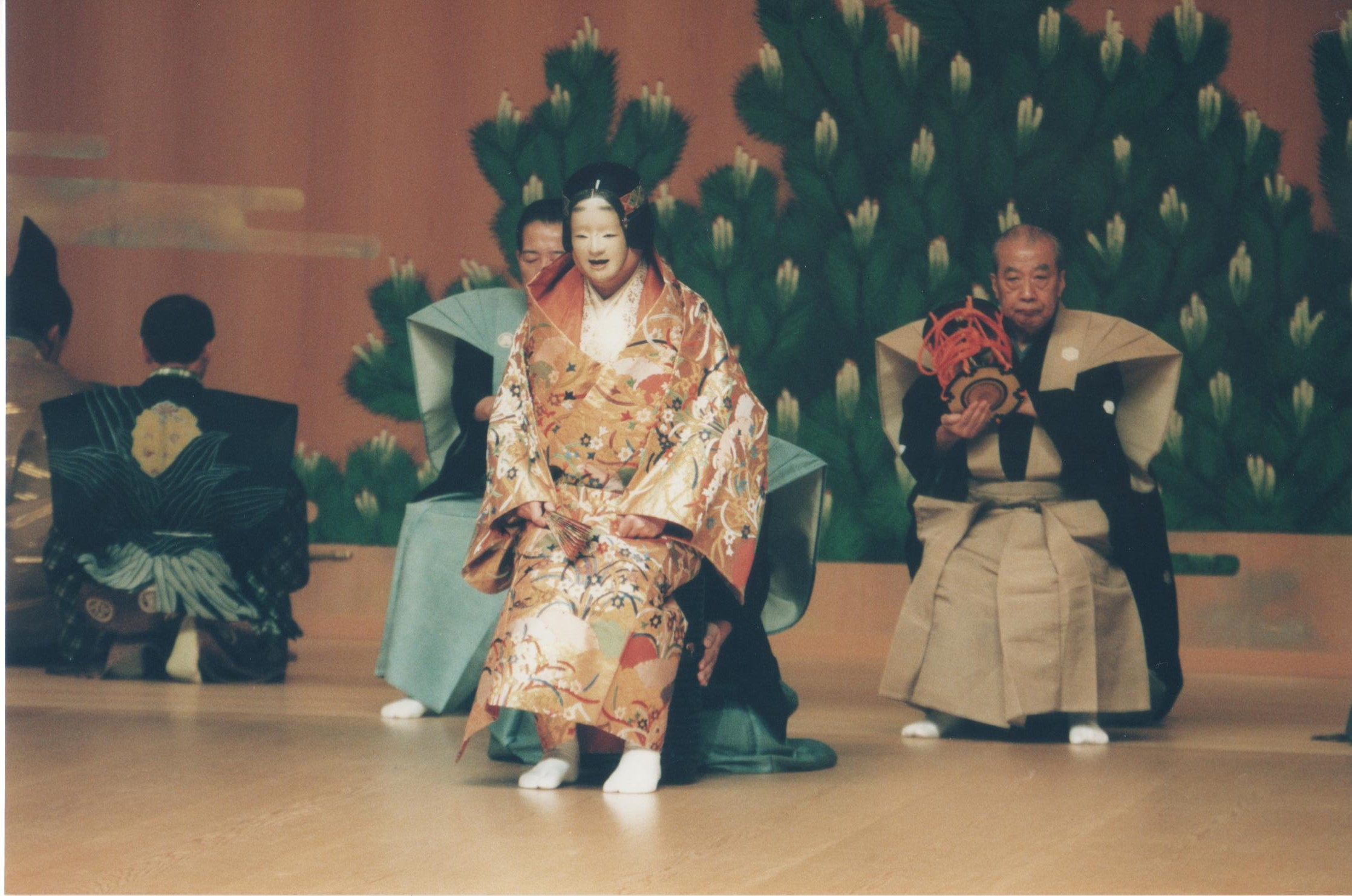
第13回濤華能　草紙洗蘭拍子

- 花筐 2006年（平成18年）（シテ 野村四郎）

## 海外公演参加
主なもの
- 1978年（昭和53年）6月、ブラジル（サンパウロ・リオデジャネイロ）　笠戸丸70周年記念ブラジル公演、アルゼンチン（ブエノスアイレス）、アメリカ（ニューヨーク・ロサンゼルス）
- 1985年（昭和60年）5月、フィンランド（ヘルシンキ）、デンマーク（コペンハーゲン・オーフス）、スウェーデン（ストックホルム）

スウェーデンでは、1985年（昭和60年）6月5日、ドラマテン王立劇場にて北欧御訪問中の皇太子同妃（現・明仁上皇、上皇后美智子）、グスタフ国王・シルヴィア王妃に、能「葵上」を披露した
- 1987年（昭和62年）6月、フィリピン（マニラ）、ギリシャ（アテネ）、ベルギー（フッセルト）、フランス（ナント）
- 1988年（昭和63年）2月、カナダ（エドモントン・バンクーバー）、アメリカ（シアトル）
- 2000年（平成12年）12月、中国（南京）崑劇劇場、愛知県・江蘇省姉妹提携10周年文化交流

## 受賞歴
- 1989年（平成元年） 愛知県芸術文化選奨[1]文化賞個人賞

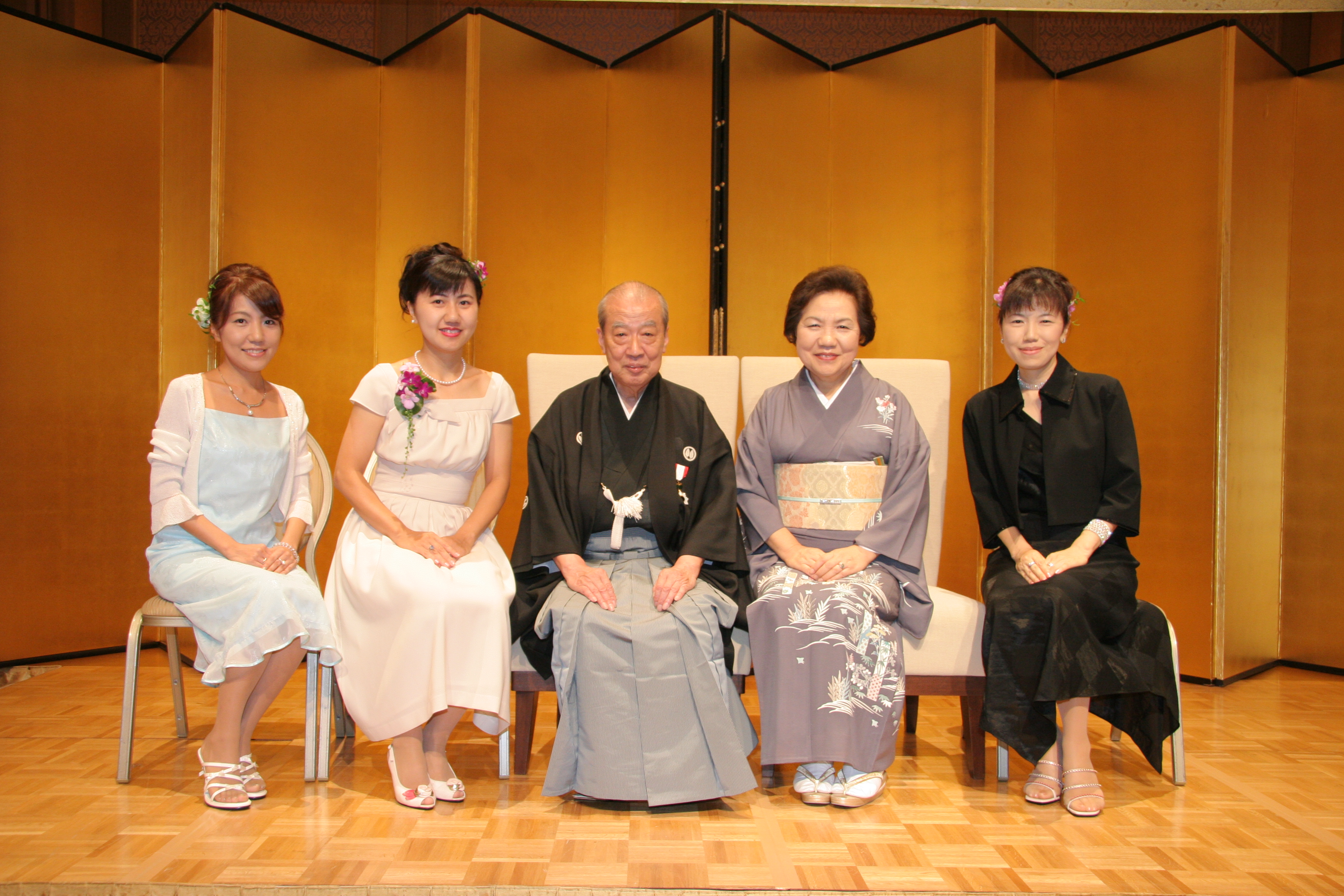
叙勲祝賀パーティにて

- 叙勲祝賀パーティにて2005年（平成17年）4月29日 春の叙勲にて旭日双光章受章
- 2006年（平成18年）1月12日 名古屋市芸術特賞
- 2008年（平成20年）11月19日 県表彰 教育文化功労

## 参考資料
- 演目事典　http://www.the-noh.com/sub/jp/index.php?mode=dic
- 文化デジタルライブラリー[2]
- 愛知県HP　愛知県芸術文化選奨元年度文化賞（個人）プロフィール https://www.pref.aichi.jp/uploaded/attachment/22046.pdf#search='%E7%A6%8F%E4%BA%95%E5%9B%9B%E9%83%8E%E5%85%B5%E8%A1%9B+%E8%83%BD%E6%A5%BD%E5%B8%AB'
- https://www.nikkei.com/article/DGXMZO39092420Y8A211C1000000/